# Jelena Baturinová
Jelena Baturinová (* 8. března 1963) je nejbohatší žena Ruska a také jediná žena, která v této zemi disponovala majetkem přesahujícím 1 miliardu dolarů. K březnu 2013 jej časopis Forbes odhadl na 1,1 mld. dolarů, v červnu 2014 pak na 993 milionů dolarů.
V minulosti však bývalo její jmění mnohem rozsáhlejší. Její manžel, někdejší mocný starosta Moskvy Jurij Lužkov, proto vedle své ženy působil jako chudý příbuzný. Např. v roce 2009 Lužkov vydělal téměř osm milionů rublů (přes pět milionů korun), jeho žena Jelena téměř 31 miliard (20 miliard korun). Lužkov tehdy vlastnil osobní vůz Gaz 69 s přívěsem, jeho ženě patřilo Porsche Turbo S, Mercedes Benz S 220, Talbot 95, Audi 80 nebo Mercedes Benz ML 63 AMG.
V roce 1991 založila Baturinová firmu Inteko. Nástup Lužkova do funkce moskevského starosty (ve funkci byl v letech 1992–2010) znamenal pro firmu prudký rozvoj. Časem se z Inteka stal stavební gigant a Jeleně se začalo říkat stavební lvice nebo betonová princezna.
Baturinová a její firma profitovaly z městských zakázek celých 18 let, kdy město řídil Lužkov. Za majetek podle svých tvrzení vděčila podnikatelskému talentu, nicméně když byl Lužkov v roce 2010 odvolán, začalo se její jmění ztenčovat. Nejbohatší ruská podnikatelka, která měla významné místo i na moskevském trhu s realitami, je navíc podezřelá, že si machinacemi s pozemky přisvojila v přepočtu osm miliard korun z banky moskevské radnice.
Finance Inteka se tak po Lužkově pádu staly předmětem vyšetřování. Firma však zažila také zastrašovací policejní akce, jejichž cílem mohla být snaha donutit Baturinovou, aby ji prodala. Např. v únoru 2011 vpadli do sídla Inteka maskovaní muži s automatickými zbraněmi a všechny zaměstnance zavřeli do jedné místnosti.
Baturinová nakonec Inteko skutečně prodala a rozhodla se investovat mimo Rusko, kde zhruba od roku 2011 ani nežije. Vlastní tak např. hotely v Irsku, Rakousku i České republice.